# Apamea fasciculata
Apamea fasciculata là một loài bướm đêm trong họ Noctuidae.